# Blinding Edge Pictures
Blinding Edge Pictures este o companie privată americană de producție de filme și televiziune, cunoscută în special pentru producția de filme precum Indestructibilul, Semne, Sinucideri misterioase, Întâmplarea, After Earth, The Visit, Split și Domnul Glass.
Compania a fost fondată în 2 august 1998 de M. Night Shyamalan în Philadelphia în Pennsylvania, care o deține și cu Ashwin Rajan. Sediul companiei este în Berwyn în Pennsylvania.
Compania deținea o divizie The Night Chronicles, a cărei singură producție era Demon.

## Filmografie
- Indestructibilul (Unbreakable)
- Semne (Signs)
- Sinucideri misterioase (The Village)
- Doamna din apa (Lady in the Water)
- Întâmplarea (The Happening)
- Ultimul razboinic al aerului (The Last Airbender)
- Demon (Devil)
- After Earth  (ro. ?)
- The Visit (ro. ?)
- Split  (ro. ?)
- Domnul Glass (Glass)
- Old: Prizonierii timpului (Old)